# الکساندر کاسک
الکساندر کاسک (استونیایی: Aleksander Kask; ۲۱ اوت ۱۹۰۲ – ۳۱ مارس ۱۹۶۵) وزنه‌بردار اهل استونی بود. وی در بازی‌های المپیک تابستانی ۱۹۲۸ شرکت کرده‌است.